# Champaner
Champaner est une ville historique de l'état du Gujarat en Inde, située à 47 km de la ville de Vadodara.
Champaner a été brièvement la capitale du Sultanat du Gujarat.

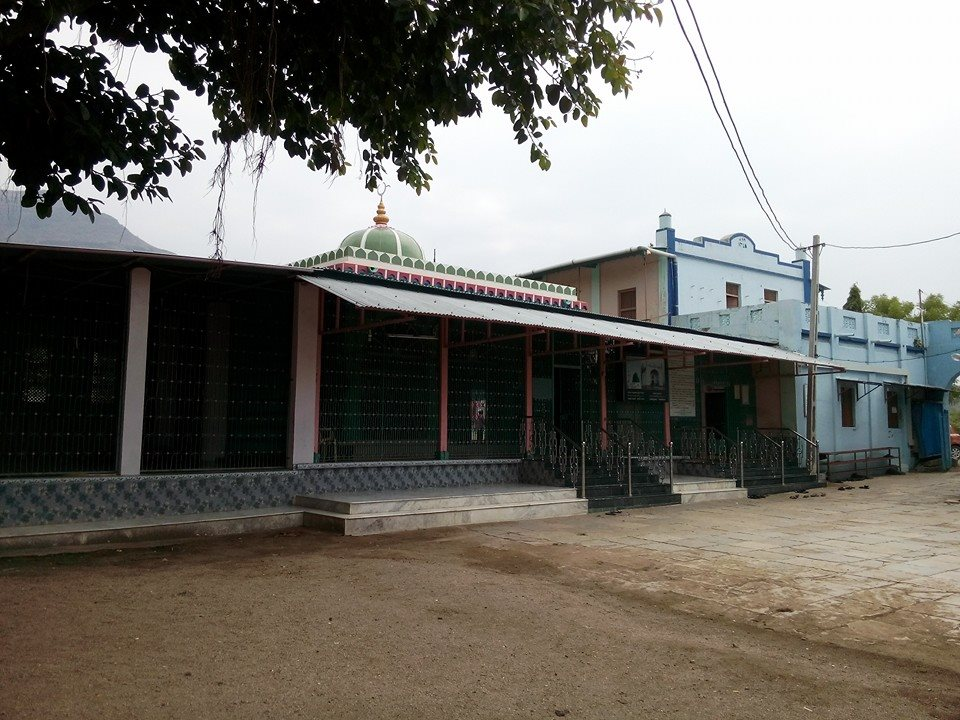
Mausolée de Syed Khundmir à Champaner